# 第15軍團 (德意志國防軍)
第15集团军（德語：15. Armee）是二战中德军的一支軍團。
第15集团军于1941年1月15日在被占领的法国建立，由庫爾特·哈瑟大将指挥。它的任务是在加來海峽地区执行占领和防御任务。
盟军在1944年6月的霸王行动中进一步向西登陆。之后第15集团军撤回荷兰，并在1944年9月的市场花园行动中与盟军作战。
1944年10月24日，第二戰術航空軍的霍克台风对多德雷赫特的陆军总部发动了大规模袭击。在此期间，它在斯海尔德战役中被加拿大第一集团军击败。两名将军和其他70名参谋人员丧生在攻击中。
1944年10月，第15集团军继续抵抗加拿大第一集团军和英国第二集团军，因为他们在野鸡行动中从奈梅亨/埃因霍温突出部向西推进。在黑松鸡行动中，英国第二集团军从鲁尔三角区清除了第15集团军，将其推回了鲁尔河和武爾姆河。它参与了赫特根森林之战，最终于1945年沿鲁尔河投降。

## 戰鬥序列
1944年9月
- 第67军
  - 第64步兵师
  - 第70静态师
  - 第346步兵师
  - 第711步兵师
  - 第719步兵师
- 第87军
  - 第59步兵师
  - 第85步兵师
  - 第245步兵师
  - 第256步兵师
  - 第712步兵师